# Panzer-Division Norwegen
La Panzer-Division Norwegen (divisione corazzata "Norvegia") fu una formazione corazzata tedesca della seconda guerra mondiale creata nell'agosto 1943 nel settore di Oslo-Ullensaker. Si arrese agli Alleati nel maggio 1945, dopo aver cambiato nome in Panzer-Brigade/Panzer-Division Norwegen e senza mai aver combattuto: i suoi compiti infatti erano quelli di presidiare la Norvegia meridionale in seno alla 20. Gebirgsarmee.

## Storia
| Luogo     | Periodo             |
| Norvegia  | ago 1943 - feb 1944 |
| Danimarca | mar 1944 - set 1944 |
| Norvegia  | set 1944 - mag 1945 |

La Panzer-Division Norwegen nacque il 25 agosto 1943 in Norvegia, nel settore di Oslo-Ullensaker. Inizialmente era previsto un solo Kampfgruppe di panzergrenadier per costituire l'unità, ma si decise poi di comporla con un comando, un battaglione corazzato, varie unità di panzergrenadier prese dalla 25. Panzer-Division, motociclisti, unità anticarro e antiaeree, e una batteria leggera di artiglieria.
Da marzo a maggio 1944 venne spostata a Varde, in Danimarca, dove cedette gran parte dei suoi effettivi alla 233. Reserve-Panzer-Division. Nella seconda settimana di luglio giunse un nuovo battaglione corazzato ma in agosto l'unità servì come serbatoio di uomini e mezzi per ricostituire la nuova 25. Panzer-Division. Data la cessione degli uomini, la 20ª armata da montagna, a cui la Panzer-Division Norwegen fu sempre sotto comando, ordinò la ricostituzione dell'unità con il nome di Panzer-Brigade/Panzer-Division Norwegen, anche se in realtà di "divisione" c'era ormai poco in quanto gli effettivi erano quelli di una brigata motorizzata.
Nel settembre 1944 il reparto tornò nella sua terra d'origine per ricevere rimpiazzi che la riportarono in piena forza. Si arrese il 10 maggio 1945 ai soldati Alleati sempre in Norvegia.

## Ordine di battaglia
Giugno 1944
- Stab (quartier generale)
- Panzer-Abteilung "Norwegen" (battaglione corazzato "Norvegia", ex I./Panzer-Regiment 9)
- Sturmgeschütz-Abteilung "Norwegen" (battaglione cannoni d'assalto "Norvegia")
- Sturm-Bataillon/Armee "Norwegen" (battaglione d'assalto/armata "Norvegia")

Gennaio 1945
- Stab
- Panzer-Abteilung "Norwegen"
- Panzergrenadier-Bataillon "Norwegen" (battaglione panzergrenadier "Norvegia")
- 517. Grenadier-Regiment (517º reggimento granatieri)
- Panzer-Artillerie-Abteilung "Norwegen" (battaglione d'artiglieria corazzato "Norvegia")
- Sturm-Pioner-Kompanie "Norwegen" (compagnia d'assalto del genio militare "Norvegia")
- 762. Pioner-Bataillon (762º battaglione del genio militare)
- 710. Sanitäts-Lazarett (710º ospedale militare)

## Comandanti
| Nome              | Grado        | Inizio           | Fine             |
| Reinhold Gothsche | Generalmajor | 1º ottobre 1943  | 20 novembre 1943 |
| Adolf von Schell  | Oberst       | 20 novembre 1943 | 11 giugno 1944   |
| Reinhold Gothsche | Generalmajor | 11 giugno 1944   | 1º luglio        |

Dati tratti da: